# ТВ Прима
ТВ Прима је српска локална телевизија. Основана је 1997. године и налази се у Бајиној Башти. ТВ Прима емитује програм за подручје општине Бајина Башта, али има гледаност и у деловима општине Сребреница у БиХ/РС. ТВ Прима послује у саставу предузећа РТВ Прима Интернационал, које је једно од најстаријих независних медијских предузећа у Србији. РТВ Прима Интнационал је основано 1992. године под тадашњим називом Радио Телевизија Бајина Башта, а у свом саставу имало је локални независни Радио Бајина Башта од 1992. године, ТВ Прима од 1997. године, Бајинобаштанске новине од 1993. године и веб-портал од 1998. године. РТВ Прима је један од оснивача АНЕМ-а и члан више угледних домаћих и међународних медијских удружења и асоцијација. Једна је од најстаријих афилиејтса Гласа Америке, Радија Слободна Европа, Би Би Сија, Дојче Велеа и Франс Интернасионала. Добитница је више професионалних признања као што је највеће југословенско признање за ширење пијатељства међу људима и уклањање граница међу народима, Југ Гризељ. У својим програмима Телевизија Прима се залаже за професионално и објективно новинарство засновано на принципима Кодекса новинара Србије и међународно прихваћеним етичким и професионалним стандардима ИФЈ/ФИЕЈ. 